# کارل فون اوسیتزکی
کارل فون اوسیتزکی (آلمانی: Carl von Ossietzky؛ زاده ۳ اکتبر ۱۸۸۹ - در هامبورگ درگذشته ۴ می ۱۹۳۸ در برلین)، یک خبرنگار و فعال صلح طلب آلمانی و برنده جایزه صلح نوبل در سال ۱۹۳۵ برای افشای بازسازی تسلیحاتی مخفیانه دولت آلمان بود. او در سال ۱۹۳۱ پس از افشای جزئیات نقض پیمان ورسای توسط آلمان با بازسازی نیروی هوایی(سلف لوفت وافه) و آموزش خلبانان در اتحادیه جماهیر شوروی به خیانت ملی و جاسوسی محکوم شد. در سال ۱۹۹۰ دخترش رزالیند فون استیزکی پالم تقاضای به جریان افتادن مجدد پرونده را داد و نهایتاً حکم دادگاه بدوی در سال ۱۹۹۲ به وسیلهٔ دادگاه فدرال لغو شد.